# خواب تو را دیدن (ترانه سلین دیون)
« تو را در خواب دیدن» تک‌آهنگی از هنرمند اهل کانادا سلین دیون است که در ۱۴ ژوئیه ۱۹۹۷ منتشر شد.